# Koel Mallick
Koel Mallick (Calcutta, 28 aprile 1982) è un'attrice indiana.

## Biografia
Figlia dell'attore indiano Ranjit Mallick, ha debuttato nel cinema di Tollywood nel 2003 nel film Nater Guru. Da allora ha preso parte ad oltre quaranta pellicole, lavorando anche in televisione ed in diversi spot pubblicitari.

## Vita privata
Koel è sposata dal 2013 con il produttore Nispal Singh.

## Filmografia parziale
- Nater Guru, regia di Haranath Chakraborty (2003)
- Bandhan, regia di Rabi Kinagi (2004)
- Chirosathi, regia di Haranath Chakraborty (2008)
- Bolo Na Tumi Aamar, regia di Sujit Mondal (2010)
- Dui Prithibi, regia di Raj Chakraborty (2010)
- Paglu, regia di Rajib Biswas (2011)
- Paglu 2, regia di Sujit Mondal (2012)
- Rangbaaz, regia di Raja Chanda (2013)
- Arundhati, regia di Sujit Mondal (2014)
- Besh Korechi Prem Korechi, regia di Raja Chanda (2015)
- Herogiri, regia di Rabi Kinagi (2015)
- Cockpit, regia di Kamaleshwar Mukherjee (2017)
- Chaya O Chobi, regia di Kaushik Ganguly (2017)